# Rasmus Andersen
Rasmus Mangor Andersen (* 19. Januar 1983) ist ein dänischer Badmintonspieler.

## Karriere
Rasmus Andersen gewann nach mehreren Titeln im Juniorenbereich 2002 die Slovenian International. 2003 siegte er bei den Dutch International, 2004 bei den Bitburger Open. 2006 war er in Bulgarien, Spanien und Portugal erfolgreich. 2008 gewann er die Swedish International Stockholm.

## Sportliche Erfolge
| Saison    | Veranstaltung                                    | Disziplin    | Platz | Name                                                     |
| --------- | ------------------------------------------------ | ------------ | ----- | -------------------------------------------------------- |
| 1998/1999 | Dänemark: Einzelmeisterschaften der Junioren U17 | Herrendoppel | 1     | Rasmus Andersen / Carsten Mogensen, Greve                |
| 1999/2000 | Dänemark: Einzelmeisterschaften der Junioren U17 | Herrendoppel | 1     | Rasmus Andersen / Carsten Mogensen, Greve                |
| 1999/2000 | Dänemark: Einzelmeisterschaften der Junioren U17 | Mixed        | 1     | Rasmus Andersen, Greve / Lena Frier Kristiansen, Randers |
| 2000/2001 | Dänemark: Einzelmeisterschaften der Junioren U19 | Mixed        | 1     | Rasmus Andersen, Greve / Mette Nielsen, Lillerød         |
| 2000/2001 | Dänemark: Einzelmeisterschaften der Junioren U19 | Herrendoppel | 1     | Rasmus Andersen / Carsten Mogensen, Greve                |
| 2001      | Junioren-Europameisterschaft                     | Herrendoppel | 1     | Carsten Mogensen / Rasmus Andersen                       |
| 2001      | Junioren-Europameisterschaft                     | Mixed        | 1     | Rasmus Andersen / Mette Nielsen                          |
| 2001/2002 | Dänemark: Einzelmeisterschaften der Junioren U19 | Herrendoppel | 1     | Rasmus Andersen / Carsten Mogensen, Greve                |
| 2002      | Slovenian International                          | Herrendoppel | 1     | Rasmus Andersen / Carsten Mogensen                       |
| 2003      | Dutch International                              | Herrendoppel | 1     | Rasmus Andersen / Carsten Mogensen                       |
| 2004      | Bitburger Open                                   | Mixed        | 1     | Rasmus Andersen / Britta Andersen                        |
| 2006      | Spanish International                            | Mixed        | 1     | Rasmus Andersen / Anastasia Russkikh                     |
| 2006      | Bulgarian International                          | Herrendoppel | 1     | Rasmus Andersen / Peter Steffensen                       |
| 2006      | Portugal International                           | Mixed        | 1     | Rasmus Andersen / Mie Schjøtt-Kristensen                 |
| 2008      | Swedish International Stockholm                  | Herrendoppel | 1     | Rasmus Andersen / Peter Steffensen                       |